# Société Chimique de France
La Sociedad Química de Francia (en francés, Société Chimique de France, SFC) es una sociedad científica y asociación profesional, fundada en 1857 para representar los diversos intereses de los químicos franceses a nivel local, nacional e internacional.

## Historia
Esta sociedad científica siguió el modelo de la Sociedad Química Británica (British Chemical Society), que fue precursora de la Royal Society of Chemistry. Como su análoga británica, la asociación francesa trató de fomentar la comunicación de nuevas ideas y hechos en Francia y en el ámbito internacional.

## Actividades
Comenzó la edición de la revista científica Bulletin de la Société Chimique de Paris, luego convertida en Bulletin de la Société Chimique de France en 1858.
A finales del siglo XX, la sociedad se convirtió en miembro de ChemPubSoc Europe, que es una organización de 16 sociedades químicas europeas. Este consorcio europeo se estableció en la década de 1990 con motivo de la fusión de muchas revistas químicas propiedad de las sociedades nacionales de química de cada país.

### Premios y reconocimientos
La sociedad reconoce los logros individuales en química con diversos premios y galardones.  Recompensan a los químicos que han contribuido al progreso de un campo de investigación pura o aplicada. Estos premios también se conceden a jóvenes investigadores en reconocimiento a su entusiasmo y la originalidad de su trabajo.

#### Los grandes premios
- Gran Premio de Achille Le Bel (Ganadores en 2010: Guy Bertrand y Marie-Claire Henion);[5]
- Gran Premio Pierre Sue

- 2009: Clément Sánchez
- 2010: Bruno Chaudret);

- Gran Premio Félix Trombe (Ganador en 2007: Jean-Pierre Collinet).[8]
- Premio Louis Ancel
- Premio Raymond Berr

- 1978: Jean-Marie Lehn

- Medalla Lavoisier de la Société Chimique de France. Se otorga a una persona o institución, con el fin de distinguir su trabajo o las acciones que han mejorado la percepción del valor de la química en la sociedad.[10]

- 1906: William Perkin
- 1912: Victor Grignard
- 1922: Theodore William Richards
- 1935: Cyril Norman Hinshelwood
- 1948: Alexander Robert Todd, Barón Todd
- 1949: Rudolf Signer
- 1955: Karl Ziegler
- 1968: Robert Burns Woodward
- 1983: Paul Weisz
- 1992: M. Julia et R. Wey
- 1993: W. Hess, A. Lattes, E. Maréchal, E. Papirer et L.-A. Plaquette
- 1994: D.-A. Evans; M.-A. de Paoli; Rudolph Marcus; S. Wolff
- 1995: Derek Barton; R. Hoppe
- 1997: Jean-Marie Lehn
- 1998: Jean-Baptiste Donnet
- 1999: Gesellschaft Deutscher Chemiker (GDCh)
- 2000: F. Albert Cotton
- 2006: Fred W. McLafferty

#### Los premios binacionales
Son otorgados por la SCF conjuntamente con la sociedad nacional de química de otro país. 
- Premio franco-alemán en honor de Georg Wittig y Victor Grignard, con la Sociedad Química Alemana| (Gesellschaft Deutscher Chemiker) (Ganador de 2010: Markus Antonietti);[21]
- Premio franco-español en honor de Miguel Catalán Sañudo y Paul Sabatier, con la Real Sociedad Española de Química (ganador de 2010 Carmen Nájera);[22]
- Premio franco-italiano, con la Sociedad Química Italiana (Società Chimica Italiana (ganador de 2009: Gabriele Centi);[23]
- Premio polaco-francés, con la Sociedad Polaca de Química (Polskie Towarzystwo Chemiczne) (ganador de 2009: C. Marek Chmielewski);[24]
- Premio franco-británico, con la Royal Society of Chemistry (Ganador en 2009: Robin N. Perutz).[25]

También se conceden cada año los premios de las divisiones y los capítulos de la SCF.